# TO： Summer
「TO: Summer」（トゥ サマー）は、日本のシンガーソングライター・Rihwaの楽曲。彼女のメジャー7枚目のシングルとして2015年7月8日にトイズファクトリーから発売された。

## 解説
中学生の女の子を主人公にしたサマーラブソング。Rihwaは主人公を中学生にした理由について、「私の中の「恋」って、その時期が一番純粋に恋に恋する時期だと思うんです」と公式サイト上のライナーノーツで述べている。
PVは2015年5月下旬に神奈川県の三浦海岸で2日がかりで撮影されたもので、山・海・田園などで構成された、カントリー・ミュージックの雰囲気を表現した作品となっている。

## 発売形態
初回限定盤と通常盤の2種類が発売。初回限定盤には、2015年3月に渋谷CLUB QUATTROで開催された『Greeting Tour2015』ファイナル公演のライブ音源が収録される。
カップリング曲には、レゲエ調の楽曲「EVERYTIME」と、バラードナンバー「私の願い事」の2曲が収録されている。

## 収録曲
| 全作詞・作曲: Rihwa。 |                                                                         |           |            |                                 |      |
| #                     | タイトル                                                                | 作詞      | 作曲・編曲 | 編曲                            | 時間 |
| 1.                    | 「TO: Summer」(TBS系『王様のブランチ』2015年6・7月度エンディングテーマ) | Rihwa     | Rihwa      | 守屋友晴(WORLD SKETCH)/神佐澄人 | 4:16 |
| 2.                    | 「EVERYTIME」                                                           | Rihwa     | Rihwa      | 神佐澄人                        | 4:07 |
| 3.                    | 「私の願い事」                                                          | Rihwa     | Rihwa      | 神佐澄人                        | 4:22 |
| 合計時間:             | 合計時間:                                                               | 合計時間: | 12:47      |                                 |      |

| #  | タイトル                  | 作詞 | 作曲・編曲 | 時間 |
| -- | ------------------------- | ---- | ---------- | ---- |
| 1. | 「CHANGE」                |      |            | 5:26 |
| 2. | 「Tell me what you want」 |      |            | 4:08 |
| 3. | 「変わらないコト」        |      |            | 4:05 |
| 4. | 「ギルティ」              |      |            | 4:18 |
| 5. | 「bird」                  |      |            | 3:59 |
| 6. | 「Snowing Day」           |      |            | 4:06 |
| 7. | 「カラフル」              |      |            | 5:59 |
| 8. | 「春風」                  |      |            | 6:03 |
| 9. | 「Last Love」             |      |            | 4:46 |